# فتاة قوطعت أثناء عزفها
فتاة قوطعت أثناء عزفها (بالإنجليزية: Girl Interrupted at her Music)‏ هي لوحة فنية للرسام الهولندي يوهانس فيرمير، رسمها فيما بين عامي 1660 و1661. وهذه اللوحة الزيتية هي ذات أسلوب باروكي. ويصور فيرمير في هذه اللوحة امرأة شابة ، وهي تعزف، وإلى جانبها رجل يكبرها سنًا. وتبرز هذه اللوحة علاقة التودد النموذجية خلال القرن السابع عشر في أوروبا. كما تركز على أهمية الموسيقى عندما يتعلق الأمر بالحب. وتنتمي الغرفة التي تحتضن الحدث إلى أحد الطبقات العليا، وعلى الأرجح، إلى الطبقة البرجوازية. وعُرضت لأول مرة في مزاد بأمستردام عام 1810، وتُعد الآن جزءًا أساسيًا من مجموعة فريك في نيويورك.